# Cratere Sin
Sin è un cratere sulla superficie di Ganimede.